# Гуандун
Гуанду́н (иер. трад. 廣東, упр. 广东, ютпхин: Gwong²dung¹, йель: Gwóngdùng, кант.-рус.: Куондун, пиньинь: Guǎngdōng, палл.: Гуандун) — провинция на юге Китайской Народной Республики. Находится к югу от гор Наньлин, на побережье Южно-Китайского моря, и граничит со специальными административными районами Гонконг (Сянган) и Макао, а также с провинциями Гуанси, Хунань, Цзянси, Фуцзянь и Хайнань. Административный центр провинции — город Гуанчжоу.
История, культура и язык провинции Гуандун довольно сильно отличаются от других районов страны (см. Кантонский диалект). С 1990-х годов Гуандун стал одной из наиболее экономически развитых провинций Китая.
Согласно переписи 2020 года в Гуандуне проживало 126,012 млн человек (по численности населения провинция занимает 1-е место в КНР).

## Название
После того, как империя Хань в 111 году до н. э. завоевала государства Наньюэ и включила эти земли в свой состав, власти нового региона в итоге разместились в уезде Гуансинь (广信县), находившегося на землях современных Учжоу и Фэнкай. Впоследствии земли, располагавшиеся к востоку от места размещения властей, стали называть «Гуандун» («к востоку от Гуансиня»), а к западу — Гуанси («к западу от Гуансиня»).
Современное сокращённое обозначение 粵/粤 (юэ) происходит от собирательного названия «сто юэ» (百越), которое объединяло различные народы, населявшие Гуандун в древности.

## География
Провинция Гуандун граничит со следующими административно-территориальными единицами: Фуцзянь, Цзянси, Хунань, Гуанси, Хайнань, Макао, Гонконг. Гуандун расположен на юге Китая, на севере и северо-востоке его соответственно окаймляют Наньлинский хребет и Уиский хребет, на юге его омывает Южно-Китайское море, протяженность береговой линии составляет 3368 км (не включает береговую линию островов). Высота уменьшается при перемещении по провинции с севера на юг. На севере, востоке и западе провинции расположены относительно высокие горные хребты, центральные и южные районы Гуандуна занимают невысокие холмы равнины и плоскогорья. Холмы и горы занимают около 62 % территории провинции, равнины и плоскогорья — 38 %. Основных горные цепи провинции следующие: горы Лотоса, горы Лофу, горы Цзюлянь, горы Цинъюнь, горы Хуаши, горы Тяньлу, горы Юньу, Великие горы Юнькай — большинство из них имеют направление с северо-востока на юго-запад параллельно береговой линии. В Гуандуне есть 640 рек с бассейном более 100 км, они относятся к водным системам реки Чжуцзян и прибрежных рек Гуандуна, в основном к Дунцзяну, Бэйцзяну, Сицзяну и Ханьцзяну; средняя годовая норма осадков в провинции составляет 1774 мм.

## История
Эпоха неолита началась в дельте Жемчужной реки приблизительно в 5000 году до н. э.; ранний период длился примерно с 5050 до 3050 год до н. э., поздний период — примерно с 3050 до 1550 года до н. э.. В прибрежную часть провинции Гуандун неолит, вероятно, был занесён из средней части реки Янцзы. Во внутренней части Гуандуна неолит появился приблизительно в 2650 году до н. э.. Неолит на севере внутренней части провинции Гуандун был представлен культурой Шися (石峽 文化), которая существовала с 2650 до 2250 года до н. э..
Впервые эти земли оказались под китайской властью ещё в III веке до н. э., когда китайские земли были впервые объединены в империю Цинь. После её краха в 207 году до н. э. один из циньских чиновников, командовавший во время циньского вторжения одной из пяти армий Чжао То, основал на землях байюэ независимое государство Наньюэ (Намвьет) со столицей в городе Паньюй (сейчас это место находится на территории Гуанчжоу), охватывавшее земли современных Гуанси-Чжуанского автономного района, провинций Гуандун и Хайнань, а также северного Вьетнама. В 111 году до н. э. ханьский император У-ди направил против Намвьета две армии под командованием Лу Бодэ и Ян Пу, которые захватили Паньюй, а затем и всю страну. Государство Намвьет было ликвидировано, а его земли вошли в состав империи Хань.
Во времена наступившей после распада империи Тан эпохи Пяти династий и десяти царств в 917 году Лю Янь основал государство Южная Хань, и разместил на территории современного Гуанчжоу его столицу. В 971 году Южная Хань была захвачена объединившей все китайские земли империей Сун.
После того, как в XIII веке монголы завоевали китайские земли и основали империю Юань, они разделили империю на территории, управлявшиеся син-чжуншушэнами; эти земли оказались в подчинении Хугуанского син-чжуншушэна (湖广等处行中书省) и Цзянсиского син-чжуншушэна (江西等处行中书省).
После свержения власти монголов и основания империи Мин из частей территорий, подчинённых Хугуанскому и Цзянсискому син-чжуншушэнам, была образована новая территория, для управления которой был создан отдельный Гуандунский син-чжуншушэн (广东行中书省). В 1376 году вместо син-чжуншушэнов провинции стали управляться чиновниками в ранге бучжэнши (布政使); местом пребывания Гуандунского бучжэнши стало место пребывания властей Гуанчжоуской управы. Так появилась отдельная провинция Гуандун.
В ночь с 22 на 23 сентября 1874 года на провинцию обрушился мощный тайфун, ставший одной из самых смертоносных природных стихий в истории Китая; по самым скромным оценкам, погибло более 10 000 человек, а по некоторым данным, число жертв достигло 100 тысяч.
Во времена империи Цин в 1899 году в соответствии с договором между Францией и Цинской империей прибрежные зоны уезда Суйси Лэйчжоуской управы и уезда Учуань Гаочжоуской управы были переданы в аренду Франции. Там был образован сеттльмент Гуанчжоувань, в административном плане подчинённый властям Французского Индокитая.
В конце XIX — начале XX веков Гуанчжоу был местом ряда неудачных восстаний против властей империи Цин, которые стали предтечей Синьхайской революции. После свержения монархии Гуанчжоу стал оплотом революционных властей, центром противостояния северной монархической реакции. В 1921 году республиканские власти, следуя путём вестернизации, выделили урбанизированные части уездов Паньюй и Наньхай, и объединили их в отдельную административную единицу: город Гуанчжоу (это был первый случай, когда в Китае появился «город» в западном смысле этого слова).
После Второй мировой войны Великобритания и Франция официально отказались от экстерриториальных прав в Китае, и в 1946 году французский сеттльмент Гуанчжоувань и англо-французский сеттльмент в Гуанчжоу были упразднены.
Войска коммунистов заняли провинцию Гуандун на завершающем этапе гражданской войны в конце 1949 года, а Хайнаньскую кампанию войска КНР провели лишь весной 1950 года.
После вхождения в состав КНР провинция Гуандун, как и прочие провинции страны, была разделена на «специальные районы», а на острове Хайнань был образован Административный район Хайнань (海南行政区). Однако новое административное устройство провинции было сформировано не сразу, и в 1950-х годах оно менялось в весьма широком диапазоне. В 1952 году, чтобы предоставить выход к морю провинции Гуанси, Специальный район Циньчжоу (с портами Бэйхай и Фанчэн) был передан из провинции Гуандун в провинцию Гуанси. В 1955 году Специальный район Циньчжоу был возвращён в состав провинции Гуандун, но в июне 1965 года он был вновь передан в состав Гуанси-Чжуанского автономного района.
В 1971 году «специальные районы» были переименованы в «округа», а к концу XX века они были преобразованы в городские округа.
13 апреля 1988 года Административный район Хайнань был выделен в отдельную провинцию Хайнань. В конце 2002 года Гуандун стал местом вспышки эпидемии атипичной пневмонии (SARS).

## Население
В 2005 году провинция Гуандун впервые обогнала Хэнань и с тех пор сохраняет первенство как самая населённая провинция Китая. По состоянию на 2023 год в Гуандуне проживало около 150 млн человек, в том числе 127 млн постоянных жителей (то есть тех, кто проживает на данной территории более полугода). Население Гуандуна старше 60 лет составляло 13,45 %, в то время как общекитайский показатель достигал 20 %.
В провинции имеется много молодых трудовых мигрантов из других регионов Китая, а также значительные общины эмигрантов из стран Африки, Ближнего Востока, Центральной и Юго-Восточной Азии, Индии и Пакистана (они заняты преимущественно в посреднической торговле и сфере услуг).
Гуандун является исторической родиной множества китайских эмигрантов хуацяо по всему миру. В XIX веке большинство работников железных дорог на западе США составляли выходцы из этой провинции. Также большие диаспоры гуандунцев есть в Юго-Восточной Азии, Западной Европе и Австралии. В последние годы, из-за благоприятной экономической ситуации в провинции, желающих покинуть её становится всё меньше.

### Национальный состав
Большинство населения Гуандуна составляют ханьцы. Основными этнолингвистическими и субкультурными подгруппами гуандунских ханьцев являются кантонцы, миньцы (главным образом чаошаньцы) и хакка; вдоль побережья в посёлках на воде обитают танка. В больших городах проживают значительные общины трудовых мигрантов из соседних провинций Гуанси, Хунань, Цзянси, Хубэй, Гуйчжоу и Сычуань.
Среди национальных меньшинств провинции выделяются чжуаны, яо, мяо, туцзя, шэ и ли. Чжуаны проживают на западе и севере Гуандуна, вдоль границы с Гуанси-Чжуанским автономным районом (включая Ляньшань-Чжуан-Яоский автономный уезд округа Цинъюань), а также в округах Дунгуань, Шэньчжэнь и Фошань. Яо проживают на севере провинции; районами их компактного проживания являются Ляньнань-Яоский автономный уезд (Цинъюань) и Жуюань-Яоский автономный уезд (Шаогуань), а также уезд Лунмынь (Хойчжоу) и уезд Ляньчжоу. Мяо сосредоточены в Дунгуане; шэ — в Хэюане (уезд Дунъюань), Шаогуане (уезд Наньсюн) и Гуанчжоу (район Цзэнчэн). 
По данным переписи населения КНР 2010 года, первые пять народностей по численности населения в провинции Гуандун были следующие:
| Народность | Население   |
| ---------- | ----------- |
| ханьцы     | 102 253 138 |
| чжуаны     | 877 509     |
| яо         | 276 266     |
| мяо        | 251 970     |
| туцзя      | 212 513     |

### Языки и диалекты
Хотя большинство населения Гуандуна говорит на китайском языке, провинцию часто называют «сокровищницей диалектов» (方言寶庫). Согласно переписи 2010 года самым распространённым местным языком являлся юэ, на котором в провинции разговаривали 35,81 млн человек (преимущественно в дельте Жемчужной реки и к западу от неё). Крупнейшими диалектами юэ, распространёнными в дельте, являлись кантонский, вэйтоу и шици; суммарно на них разговаривало 20,72 млн человек. Благодаря популярности кантопопа, фильмов о кунг-фу и гуандунских телесериалов кантонский диалект широко известен как в Китае, так и среди хуацяо мира. В округе Цзянмынь распространены диалект сыи и близкий к нему тайшаньский диалект; суммарно на них разговаривало 3,88 млн человек.
Носители языка хакка сконцентрированы в северо-восточном округе Мэйчжоу, который является неофициальной культурной столицей хакка; кроме того, крупные общины хакка имеются в округах Хэюань, Цзеян, Хойчжоу, Дунгуань и Шэньчжэнь. В провинции насчитывается около 20 млн человек, говорящих на хакка, из которых около 2 млн проживают западнее традиционного ареала хакка, расположенного в горной местности на границе Гуандуна, Фуцзяни и Цзянси. Основным диалектом гуандунских хакка является диалект районов Мэйсянь и Синнин. В дельте Жемчужной реки хакка значительно ассимилированы кантонцами, а в восточной прибрежной части провинции — чаошаньцами.
На чаошаньском диалекте, который относится к южноминьским языкам, в Гуандуне разговаривают около 14,1 млн человек. Основным ареалом чаошанського диалекта является историческая область Чаошань, включающая в свой состав округа Чаочжоу, Шаньтоу, Цзеян и Шаньвэй. Несмотря на географическую близость, носители чаошаньского диалекта плохо понимают носителей родственного им диалекта хокло.
Южноминьский диалект лэйчжоу распространён в округе Чжаньцзян, особенно в районах Лэйчжоу, Мачжан, Суйси и Сюйвэнь; по состоянию на 2010 год в Гуандуне на нём разговаривало около 4,51 млн человек. Диалект лэйчжоу близок к хайнаньскому языку. В округе Шаогуань имеется около 500 тыс. носителей диалекта шаочжоу-тухуа, который имеет много заимствований из языков хакка и гань.
Среди трудовых мигрантов и других переселенцев, проживающих в Гуандуне, широко распространены различные диалекты севернокитайского языка, в том числе синань-гуаньхуа и уханьский диалект, а также диалекты языков сян и гань. Чжуаны разговаривают на местных диалектах чжуанского языка; яо, мяо и шэ говорят на своих хмонг-мьенских языках (соответственно ю-мьен, мяо и шэ).

### Религия
Большинство верующих гуандунцев исповедуют народную религию, которая включает в свой пантеон различные элементы и традиции веры в духов природы, культа предков, даосизма, конфуцианства и китайского буддизма; остальные относят себя к буддистам (6,2 %), протестантам (1,8 %) и католикам (1,2 %). В прибрежных районах широко распространён культ богини Мацзу. Особое место занимает почитание предков патрилинейных родов (кланов), которое проводят в родовых святилищах или залах. В городах высокий процент атеистов.

### Урбанизация
По состоянию на 2023 год из 127 млн постоянного населения 95,8 млн являлись городскими жителями, а 31,2 млн — сельскими. Наибольшая плотность городского населения наблюдается в прибрежной зоне Гуандуна, особенно в конурбации вокруг дельты Жемчужной реки.
Крупнейшими городскими агломерациями провинции являются Гуанчжоу (18,67 млн), Шэньчжэнь (17,56 млн), Дунгуань (10,46 млн) и Фошань (9,5 млн). За ними следуют агломерации среднего размера — Чжаньцзян (6,98 млн), Маомин (6,17 млн), Хойчжоу (6,04 млн), Цзеян (5,57 млн) и Шаньтоу (5,5 млн).

## Территориально-административное деление
Провинция Гуандун состоит из 19 городских округов и 2 городов субпровинциального значения:
| Карта | №         | Русское название | Китайское название | Пиньинь                           | Статус |
| ----- | --------- | ---------------- | ------------------ | --------------------------------- | ------ |
|       |           |                  |                    |                                   |        |
| 1     | Цинъюань  | 清远市           | Qīngyuǎn Shì       | Городской округ                   |        |
| 2     | Шаогуань  | 韶关市           | Sháoguān Shì       | Городской округ                   |        |
| 3     | Хэюань    | 河源市           | Héyuán Shì         | Городской округ                   |        |
| 4     | Мэйчжоу   | 梅州市           | Méizhōu Shì        | Городской округ                   |        |
| 5     | Чаочжоу   | 潮州市           | Cháozhōu Shì       | Городской округ                   |        |
| 6     | Чжаоцин   | 肇庆市           | Zhàoqìng Shì       | Городской округ                   |        |
| 7     | Юньфу     | 云浮市           | Yúnfú Shì          | Городской округ                   |        |
| 8     | Фошань    | 佛山市           | Fóshān Shì         | Городской округ                   |        |
| 9     | Гуанчжоу  | 广州市           | Guǎngzhōu Shì      | Город субпровинциального значения |        |
| 10    | Дунгуань  | 东莞市           | Dōngguǎn Shì       | Городской округ                   |        |
| 11    | Хуэйчжоу  | 惠州市           | Hùizhōu Shì        | Городской округ                   |        |
| 12    | Шаньвэй   | 汕尾市           | Shànwěi Shì        | Городской округ                   |        |
| 13    | Цзеян     | 揭阳市           | Jiēyáng Shì        | Городской округ                   |        |
| 14    | Шаньтоу   | 汕头市           | Shàntóu Shì        | Городской округ                   |        |
| 15    | Чжаньцзян | 湛江市           | Zhànjiāng Shì      | Городской округ                   |        |
| 16    | Маомин    | 茂名市           | Màomíng Shì        | Городской округ                   |        |
| 17    | Янцзян    | 阳江市           | Yángjiāng Shì      | Городской округ                   |        |
| 18    | Цзянмэнь  | 江门市           | Jiāngmén Shì       | Городской округ                   |        |
| 19    | Чжуншань  | 中山市           | Zhōngshān Shì      | Городской округ                   |        |
| 20    | Чжухай    | 珠海市           | Zhūhǎi Shì         | Городской округ                   |        |
| 21    | Шэньчжэнь | 深圳市           | Shēnzhèn Shì       | Город субпровинциального значения |        |

## Политика
На протяжении 1980-х гг. руководство провинции зачастую препятствовало проведению курса, обозначенного центральным правительством, особенно в экономической сфере. В то же время благоприятная экономическая ситуация в Гуандуне способствовала низкой активности общественных движений под политическими либо экономическими лозунгами. Несмотря на мнение некоторых западных наблюдателей, что экономический рост провинции и языковые различия могут привести к сепаратизму, сепаратизм в Гуандуне никогда не находил сколь-нибудь значительного числа последователей.

## Вооружённые силы
В Гуанчжоу расположены штаб Южного военного округа, штаб авиадивизии военно-транспортной авиации, военно-морская база Южного флота, Гуанчжоуское военно-морское училище, Первый военно-медицинский университет и Главный военный госпиталь Южного военного округа, в Чжаньцзяне — штаб и военно-морская база Южного флота, штаб 2-й истребительной авиадивизии, штабы 1-й и 2-й бригады морской пехоты; в Хойчжоу — штаб 74-й группы армий; в Шаньтоу и Дунгуане — военно-морские базы Южного флота; в Мэйчжоу — штаб 615-й ракетной бригады; в Цинъюане — штаб 626-й ракетной бригады; в Цзеяне — штаб 627-й ракетной бригады; в Шаогуане — штаб 636-й ракетной бригады; в Фошане — штаб 121-й десантно-штурмовой бригады.

## Экономика
После освобождения и вплоть до начала Дэн Сяопином экономических реформ в 1978 году уровень экономического развития Гуандуна был ниже среднего по стране. Экономический курс правительства был направлен на промышленное развитие центральных и северных регионов, с которыми провинция Гуандун была плохо связана транспортными путями. Выгодное прибрежное положение провинции было невозможно использовать из-за изоляционистской политики руководства КНР.
Провозглашённая Дэн Сяопином политика открытости внешнему миру коренным образом изменила экономику провинции, так как она теперь смогла в полной мере использовать своё выгодное расположение, в том числе близость к Гонконгу и историческим связям с эмигрантами-хуацяо. Дополнительные выгоды до реформы налоговой системы Китая в 1990-х гг. Гуандуну приносил статус экономически отсталой провинции, благодаря которому в ней действовал льготный режим налогообложения.
В течение 30 лет провинция Гуандун играла «роль витрины, опытного поля и пионера» в строительстве и развитии социализма с китайской спецификой, заявил Си Цзиньпин в ходе инспекционной поездки по провинции в июле 2008 года.
На сегодняшний день это крупнейшая экономически развитая провинция страны, по показателю ВВП она превосходит все другие провинции. В 2008 году номинальный ВВП Гуандуна составлял 570 млр. долл. США (близкий по размеру к ВВП Гонконга), и он равнялся примерно 12 % от общенационального ВВП. То есть доля провинции от общего объёма ВВП в стране занимает более 1/10. К 2007 году за более чем 20 лет проведения политики реформ и открытости экономика провинции ежегодно росла в среднем более чем на 10 %. Среднедушевой уровень ВВП в провинции в 2007 году составил 4000 долларов США. На Гуандун приходится наибольшая доля позитивного сальдо во внешней торговле Китая. В 1998 году по экономической мощи Гуандун обогнал Сингапур, в 2003 году — Сянган, в 2016 году ВВП китайской провинции Гуандун превысил ВВП России.
В Гуандуне расположены три из четырёх специальных экономических зон Китая: Шэньчжэнь, Шаньтоу и Чжухай. Однако, наиболее развитыми являются территории, большей частью сконцентрированные вокруг района дельты реки Чжуцзян.
Как и многие другие промышленно развитые провинции Китая, Гуандун хронически страдает от дефицита электроэнергии. Пик энергопотребления приходится на летний период.
Дважды в год в Гуанчжоу проводится Всекитайская экспортная ярмарка (Canton Fair), на которой выставляется экспортная промышленная продукция со всего Китая. На сегодняшний день это третья промышленная выставка в мире по объёму заключаемых сделок.
В провинции Гуандун, как и в большинстве провинций Китая, минимальная заработная плата устанавливается разного уровня, в зависимости от уровня развития провинции, её районов и стоимости жизни. В Гуандуне существует четыре уровня минимальной заработной платы. По состоянию на 2022 год минимальный размер оплаты труда в провинции составлял: Шэньчжэнь — 2360 юаней ($370) и 22,2 юаней ($3,48) в час, зона А — 2300 юаней ($360,6) и 22,2 юаней ($3,48) в час, зона B — 1900 юаней ($297,89) и 18,1 юаней ($2,84) в час, зона C — 1720 юаней ($269,66) и 17 юаней ($2,67) в час, зона D — 1620 юаней ($253,99) и 16,1 юаней ($2,52) в час.
По итогам 2020 года валовой региональный продукт провинции Гуандун вырос на 2,3 % и превысил 11 трлн юаней (около 1,7 трлн долл. США). По объёму ВРП Гуандун стабильно занимает лидирующую позицию в стране. По итогам 2021 года на долю провинции приходилось около одной десятой ВВП страны. По итогам 2022 года ВРП Гуандуна достиг 12,8 трлн юаней (1,9 трлн долл. США).
В 2022 году добавленная стоимость частного сектора экономики Гуандуна составила 6,98 трлн юаней (989,23 млрд долл. США), а общий объём внешней торговли частного сектора провинции составил 4,87 трлн юаней.
В 2023 году валовой региональный продукт провинции Гуандун вырос на 4,8 % в годовом выражении и превысил 13 трлн юаней (около 1,83 трлн долл. США); на её долю пришлось около десятой части ВВП Китая. Общий объём розничных продаж товаров широкого потребления достиг 4,7 трлн юаней, увеличившись на 5,8 %. Количество субъектов хозяйственной деятельности превысило 18 млн единиц, увеличившись почти на 1,73 млн; среди них число предприятий достигло 7,8 млн, что составило одну седьмую часть от общего числа предприятий в стране. Объём внешней торговли Гуандуна вырос на 0,3 % по сравнению с 2022 годом и достиг 8,3 трлн юаней.

### Промышленность
Основными отраслями промышленности Гуандуна являются швейная (в том числе производство солнцезащитной одежды), текстильная, обувная, пищевая и нефтехимическая промышленность, производство строительных материалов, электроники, бытовых электрических приборов, автомобилей и промышленного оборудования, бумаги и фармацевтики. Активно развиваются новые высокотехнологические сектора — информационные технологии, биотехнологии, производство оптико-электронного оборудования и новых материалов.

### Ресурсы
В устье реки Чжуцзян (Жемчужная река, Кантонская река) расположено крупное нефтяное месторождение «Луфэн», на котором ведут добычу компании Equinor и CNOOC Limited.

### Сельское хозяйство
В Гуандуне широко распространено полукустарное разведение экзотических животных, которых употребляют в пищу — бамбуковых крыс, пальмовых цивет, барсуков, собак, кошек, панголинов, змей и жаб. Однако в феврале 2020 года, с началом пандемии, китайские власти запретили продажу и употребление в пищу диких животных.
По итогам 2019 года объём сельского хозяйства провинции составил 717,6 млрд юаней. Общий объём производства зерна в провинции в 2022 году достиг 12,915 млн тонн. Площадь посевов риса в 2022 году достигла 34,5 млн му, а коэффициент сбора урожая с применением сельскохозяйственных машин составил 93 %.

### Телекоммуникации
В 2021 году в Гуандуне было построено 46,7 тыс. новых базовых станций 5G. По состоянию на январь 2022 года общее число построенных в провинции Гуандун базовых станций 5G достигло 170 тысяч. По этому показателю Гуандун занимает первое место в стране.

### Бытовые услуги
По состоянию на конец 2023 года в Гуандуне насчитывалось 34 тыс. компаний, предоставляющих бытовые услуги; число работников в этой отрасли составляло 2,27 млн человек; объём рынка бытовых услуг провинции достиг 148 млрд юаней.

### Компании
По состоянию на 2014 год крупнейшими компаниями провинции Гуандун являлись:
| № в Гуандуне | № в мире | Название                   | Штаб-квартира | Сфера деятельности                    | Год основания | Выручка млрд долл. | Прибыль млрд долл. | Активы млрд долл. | Рыночная стоимость млрд долл. | Число сотрудников тыс. чел. |
| ------------ | -------- | -------------------------- | ------------- | ------------------------------------- | ------------- | ------------------ | ------------------ | ----------------- | ----------------------------- | --------------------------- |
| 1            | 62       | Ping An Insurance          | Шэньчжэнь     | Страхование                           | 1988 год      | 59,0               | 4,6                | 552,8             | 66,1                          | 239,8                       |
| 2            | 102      | China Merchants Bank       | Шэньчжэнь     | Банковское дело                       | 1987 год      | 32,2               | 8,1                | 634,7             | 45,2                          | 59,3                        |
| 3            | 274      | Ping An Bank               | Шэньчжэнь     | Банковское дело                       | 1987 год      | 17,1               | 2,5                | 312,5             | 16,6                          | 34,7                        |
| 4            | 305      | China Vanke                | Шэньчжэнь     | Недвижимость                          | 1984 год      | 22,0               | 2,5                | 79,2              | 14,9                          | 35,3                        |
| 5            | 426      | Tencent Holdings           | Шэньчжэнь     | Телекоммуникации, компьютерные услуги | 1998 год      | 9,8                | 2,5                | 17,7              | 135,4                         | 27,5                        |
| 6            | 501      | Gree Electric Appliances   | Чжухай        | Бытовая электроника                   | 1991 год      | 17,9               | 1,6                | 21,2              | 13,7                          | 80,2                        |
| 7            | 511      | Poly Real Estate           | Гуанчжоу      | Недвижимость                          | 1992 год      | 13,1               | 1,7                | 51,5              | 8,9                           | 18,6                        |
| 8            | 600      | Evergrande Real Estate     | Гуанчжоу      | Недвижимость                          | 1996 год      | 11,4               | 1,6                | 44,7              | 7,2                           | 38,5                        |
| 9            | 633      | Country Garden Holdings    | Фошань        | Недвижимость                          | 1997 год      | 10,2               | 1,4                | 34,1              | 8,0                           | 64,8                        |
| 10           | 703      | Midea Group                | Фошань        | Бытовая электроника                   | 1968 год      | 19,6               | 0,6                | 16,0              | 12,8                          | 109,1                       |
| 11           | 732      | Citic Securities           | Шэньчжэнь     | Финансовые услуги                     | 2005 год      | 2,7                | 0,9                | 44,8              | 19,0                          | 12,2                        |
| 12           | 1028     | Guangzhou R&F              | Гуанчжоу      | Недвижимость                          | 1994 год      | 5,9                | 1,2                | 23,2              | 4,6                           | 22,9                        |
| 13           | 1093     | China Southern Airlines    | Гуанчжоу      | Авиаперевозки                         | 1995 год      | 15,9               | 0,3                | 27,3              | 3,7                           | 80,2                        |
| 14           | 1133     | BYD                        | Шэньчжэнь     | Автомобили                            | 1995 год      | 8,4                | 0,1                | 12,9              | 17,2                          | 159,4                       |
| 15           | 1220     | ZTE                        | Шэньчжэнь     | Электроника                           | 1993 год      | 12,1               | 0,2                | 16,7              | 7,2                           | 69,1                        |
| 16           | 1256     | Agile Property Holdings    | Гуанчжоу      | Недвижимость                          | 1985 год      | 5,4                | 0,8                | 16,7              | 2,9                           | 13,4                        |
| 17           | 1267     | Gemdale                    | Шэньчжэнь     | Недвижимость                          | 1988 год      | 6,3                | 0,5                | 19,2              | 5,0                           | 7,6                         |
| 18           | 1286     | GF Securities              | Гуанчжоу      | Финансовые услуги                     | 1993 год      | 1,2                | 0,4                | 17,5              | 9,5                           | 9,1                         |
| 19           | 1297     | China Merchants Property   | Шэньчжэнь     | Недвижимость                          | 1984 год      | 4,6                | 0,7                | 22,1              | 5,0                           | 15,2                        |
| 20           | 1335     | TCL Corporation            | Хойчжоу       | Бытовая электроника                   | 1981 год      | 13,8               | 0,3                | 12,9              | 3,5                           | 73,8                        |
| 21           | 1349     | China International Marine | Шэньчжэнь     | Тяжёлое оборудование                  | 1980 год      | 9,3                | 0,4                | 12,0              | 6,2                           | 57,7                        |
| 22           | 1445     | Guangdong Electric Power   | Гуанчжоу      | Энергетика                            | 1992 год      | 6,6                | 0,6                | 11,1              | 3,3                           | 1,4                         |
| 23           | 1459     | Shenzhen Overseas          | Шэньчжэнь     | Гостиничное дело                      | 1997 год      | 3,7                | 0,7                | 14,5              | 5,5                           | 21,5                        |
| 24           | 1565     | China Merchants Securities | Шэньчжэнь     | Финансовые услуги                     | 1991 год      | 1,4                | 0,4                | 13,7              | 7,7                           | 7,4                         |
| 25           | 1601     | Hopson Development         | Гуанчжоу      | Недвижимость                          | 1992 год      | 2,0                | 0,5                | 17,4              | 2,1                           | 9,4                         |
| 26           | 1740     | Great Wall Technology      | Шэньчжэнь     | Бытовая электроника                   | 1998 год      | 15,1               | —                  | 9,0               | 0,5                           | 60,0                        |
| 27           | 1763     | Guangzhou Automobile Group | Гуанчжоу      | Автомобили                            | 1997 год      | 3,0                | 0,4                | 9,5               | 7,4                           | 38,5                        |
| 28           | 1786     | Kaisa Group Holdings       | Шэньчжэнь     | Недвижимость                          | 1999 год      | 3,2                | 0,5                | 14,5              | 1,8                           | 10,6                        |

### Внешняя торговля
С 2016 по 2020 годы объём внешнеторгового оборота в трансграничной электронной коммерции провинции Гуандун вырос с 22,8 млрд юаней до 172,6 млрд юаней. 13 городов провинции Гуандун были одобрены для создания комплексных экспериментальных зон по трансграничной электронной коммерции.
В первом полугодии 2021 года внешнеторговый оборот Гуандуна составил 3,8 трлн юаней (около 588 млрд долларов США), что на 24,5 % больше по сравнению с тем же периодом прошлого года. Объём экспорта провинции составил 2,3 трлн юаней (+ 26,9 % в годовом исчислении), импорт достиг 1,5 трлн юаней (+ 20,9 %). Внешнеторговый оборот частных предприятий составил 2,16 трлн юаней (+ 29,2 %) или 56,9 % от общего объёма внешней торговли провинции.
По итогам 2021 года товарооборот между Гуандуном и Южной Кореей составил 456,4 млрд юаней (около 68,6 млрд долл. США), увеличившись на 17,5 % в годовом выражении. В 2022 году объём внешней торговли Гуандуна составил 8,3 трлн юаней (около 1,2 трлн долларов США); объём внешней торговли между Гуандуном и Россией составил 107,18 млрд юаней, что на 23,7 % больше по сравнению с 2021 годом.
В 2023 году объём внешней торговли Гуандуна составил 8,3 трлн юаней, увеличившись на 0,3 % в годовом исчислении; экспорт составил 5,4 трлн юаней, увеличившись на 2,5 %, а импорт — 2,9 трлн юаней, сократившись на 3,6 %. В общекитайском товарообороте доля внешней торговли Гуандуна составила 19,9 %, провинция остается лидером импорта и экспорта в Китае.

## Транспорт

### Водный
Основной поток внешнеторговых операций Гуандуна проходит через три крупнейших порта — Гуанчжоу, Шэньчжэнь и Гонконг (это крупнейший морской транспортный узел на юге Китая); во всех трёх портах основной грузооборот приходится на контейнеры. Порт Шэньчжэня фактически состоит из трёх отдельных портов — Яньтянь, Шэкоу и Чивань. В Гуанчжоу основным является порт Наньша.
В июне 2021 года обострение пандемии коронавирусной инфекции привело к частичной блокировке работы терминала Яньтянь в Шэньчжэне и резкому ограничению работы соседних портов Наньша и Шэкоу; в результате у побережья Китая скопилось порядка 140 контейнеровозов.

## Культура
Гуандун неоднороден с точки зрения культуры. Центральный район, являющийся средоточием политической и экономической жизни, преимущественно населён людьми, говорящими на кантонском наречии юэской группы. Наряду с официальным языком КНР — путунхуа, кантонский является лингва-франка для около 60 млн человек по всей провинции, которые говорят на различных диалектах. Центральный район провинции также обычно ассоциируется с кантонской кухней (粤菜/粵菜), знаменитой как в Китае, так и за его пределами своим богатством вкуса и экзотическими блюдами. Кантонская опера (粵劇/粤剧) — это вид китайской оперы, распространённый в районах, где говорят на кантонском.
Юго-восточное побережье Гуандуна (район городов Чаочжоу и Шаньтоу) отличается в культурном плане от центральных районов. Здесь распространено чаошаньское наречие миньской группы и чаочжоуская кухня. Холмистые районы северо-востока провинции населяет народность хакка, или кэцзя, которые говорят на языке хакка и обладают собственной одноимённой кухней.

## Наука
Ведущими научно-исследовательскими учреждениями провинции Гуандун являются Южно-китайский технологический университет (Гуанчжоу), университет Сунь Ятсена (Гуанчжоу), Институт биомедицины и здравоохранения Китайской академии наук (Гуанчжоу), научный центр Huawei (Шэньчжэнь), Шэньчжэньский университет (Шэньчжэнь), научный центр ZTE (Шэньчжэнь), Шэньчжэньские институты передовых технологий (Шэньчжэнь), Южный медицинский университет (Гуанчжоу), университет Цзинань (Гуанчжоу), научный центр Tencent (Шэньчжэнь), Гуандунский технологический университет (Гуанчжоу), Южно-китайский сельскохозяйственный университет (Гуанчжоу), научный центр China Southern Power Grid (Гуанчжоу), Южно-китайский педагогический университет (Гуанчжоу), Южный научно-технологический университет (Шэньчжэнь), Гуандунский фармацевтический университет (Гуанчжоу).
Другими важными научно-исследовательскими учреждениями провинции Гуандун являются Медицинский университет Гуанчжоу (Гуанчжоу), Гуандунский медицинский университет (Чжаньцзян и Дунгуань), медицинский колледж университета Шаньтоу (Шаньтоу), Южно-китайский ботанический сад Китайской академии наук (Гуанчжоу), университет Шаньтоу (Шаньтоу), Гуандунский институт микробиологии Китайской академии наук (Гуанчжоу), Университет традиционной китайской медицины Гуанчжоу, Шаогуаньский университет (Шаогуань), университет Гуанчжоу, научный центр Guangdong Power Grid (Гуанчжоу), Фошаньский университет (Фошань), Дуньгуаньский технологический университет (Дунгуань).

### Археология
При раскопках руин города Цинтана в провинции Гуандун была обнаружена древнейшая гробница, в которой около 13500 лет назад была похоронена, сидя на корточках, обезглавленная девушка возрастом от 13 до 18 лет.

## Здравоохранение
Ведущими научно-исследовательскими и лечебными учреждениями провинции Гуандун являются Раковый центр университета Сунь Ятсена (Гуанчжоу), больница Наньфан (Гуанчжоу), Первая, Вторая, Третья, Пятая и Шестая больницы университета Сунь Ятсена (Гуанчжоу), больница Чжуцзян Южного медицинского университета (Гуанчжоу), Первая аффилированная больница университета Цзинань (Гуанчжоу), Первая и Вторая больницы медицинского колледжа университета Шаньтоу, Шэньчжэньская народная больница, Вторая клиническая больница медицинского колледжа университета Цзинань (Гуанчжоу).

## СМИ
В 2014 году была основана компания «Радио и телевидение Гуандуна» (GRT), включающая в свой состав 9 радиостанций, 12 бесплатных и 10 платных телеканалов. Компания входит в семёрку крупнейших коммерческих телерадиокомпаний Китайской Народной Республики.